# Список сезонов ЖХЛ
Список сезонов ЖХЛ — это список всех сезонов Женской хоккейной лиги.

## Сезоны ЖХЛ

### 2015/16
Первый чемпионат Женской хоккейной лиги проходил с 4 сентября 2015 года по 4 марта 2016 года. В чемпионате приняли участие 7 российских клубов.
Чемпион определялся согласно турнирному положению по окончании регулярного чемпионата. Им стали хоккеистки «Торнадо» из Дмитрова.

### 2016/17
Второй чемпионат Женской хоккейной лиги проходил с 3 сентября 2016 года по 12 марта 2017 года. Чемпионом во второй раз подряд стали хоккеистки «Торнадо» из Дмитрова, занявшие первое место по итогам регулярного чемпионата.

### 2017/18
Третий чемпионат Женской хоккейной лиги проходил с 16 сентября 2017 года по 23 апреля 2018 года. Впервые в истории лиги чемпион определялся по итогам серии плей-офф.
Победительницами регулярного чемпионата стали хоккеистки «Агидели» из Уфы. Они же стали и обладательницами первого в истории Кубка ЖХЛ, обыграв в финале «Торнадо» из Дмитрова (3:0 в серии).

### 2018/19
Четвертый чемпионат Женской хоккейной лиги проходил с 9 сентября 2018 года по 24 апреля 2019 года.
Победительницами регулярного чемпионата и обладательницами второго подряд Кубка ЖХЛ стали хоккеистки «Агидели» из Уфы, одолевшие в финале ЖХК «Динамо» из Санкт-Петербурга (3:0 в серии).

### 2019/20
Пятый чемпионат Женской хоккейной лиги стартовал 13 сентября 2019 года и завершился 11 марта 2020 года.
Победительницами регулярного чемпионата в третий раз подряд стала уфимская «Агидель». А Кубок ЖХЛ достался новичку лиги — китайскому клубу «КРС Ванке Рэйз» из Шэньчжэня, обыгравшему в финале всё ту же «Агидель» (3:0 в серии).

### 2020/21
Шестой чемпионат Женской хоккейной лиги начался 3 октября 2020 года и завершился 11 сентября 2021 года.
Победительницами регулярного чемпионата стали хоккеистки «КРС Ванке Рэйз» из Шэньчжэня, а Кубок ЖХЛ достался уфимской «Агидели», обыгравшей в финале «КРС Ванке Рэйз» (2:1 в серии). Для «Агидели» этот трофей стал уже третьим в истории лиги.

### 2021/22
Седьмой чемпионат Женской хоккейной лиги начался 22 сентября 2021 года и завершился 26 апреля 2022 года.
Победительницами регулярного чемпионата стали хоккеистки нижегородского «СКИФ'а». Обладателем Кубка ЖХЛ во второй раз в истории стали хоккеистки «КРС Ванке Рэйз» из Шэньчжэня, обыгравшие в финале всё тот же «СКИФ» (3:0 в серии).

### 2022/23
Восьмой чемпионат Женской хоккейной лиги начался 19 сентября 2022 года и завершился 2 апреля 2023 года.
Победительницами регулярного чемпионата и обладательницами Кубка ЖХЛ стали хоккеистки уфимской «Агидели», обыгравшие «Динамо-Неву» из Санкт-Петербурга (3:2 в серии). Для «Агидели» этот трофей стал уже четвёртым в истории лиги.

### 2023/24
Девятый чемпионат Женской хоккейной лиги начался 17 сентября 2023 года и завершился 10 апреля 2024 года.
Победительницами регулярного чемпионата вновь стали хоккеистки уфимской «Агидели», а Кубок ЖХЛ достался «Динамо-Неве» из Санкт-Петербурга, обыгравшей в финале красноярскую «Бирюсу» (4:1 в серии).

## Таблица сезонов ЖХЛ
| № | Сезон | Команды | Игры рег. сезона | Начало (рег. сезона) | Окончание (вкл. плей-офф) | Чемпион лиги (до сезона 2016/2017) Обладатель Кубка ЖХЛ (c сезона 2017/2018) |
| - | ----- | ------- | ---------------- | -------------------- | ------------------------- | ---------------------------------------------------------------------------- |
| 1 | 15/16 | 7       | 84               | 4 сентября 2015      | 4 марта 2016              | Торнадо                                                                      |
| 2 | 16/17 | 7       | 126              | 3 сентября 2016      | 12 марта 2017             | Торнадо                                                                      |
| 3 | 17/18 | 7       | 84               | 16 сентября 2017     | 23 апреля 2018            | Агидель                                                                      |
| 4 | 18/19 | 7       | 126              | 9 сентября 2018      | 24 апреля 2019            | Агидель                                                                      |
| 5 | 19/20 | 8       | 112              | 13 сентября 2019     | 11 марта 2020             | КРС Ванке Рэйз                                                               |
| 6 | 20/21 | 8       | 112              | 3 октября 2020       | 11 сентября 2021          | Агидель                                                                      |
| 7 | 21/22 | 10      | 180              | 22 сентября 2021     | 26 апреля 2022            | КРС Ванке Рэйз                                                               |
| 8 | 22/23 | 9       | 130              | 19 сентября 2022     | 2 апреля 2023             | Агидель                                                                      |
| 9 | 23/24 | 8       | 168              | 17 сентября 2023     | 10 апреля 2024            | Динамо-Нева                                                                  |